# Meilhan-sur-Garonne
Meilhan-sur-Garonne ist eine französische Gemeinde mit 1330 Einwohnern (Stand 1. Januar 2022) im Département Lot-et-Garonne in der Region Nouvelle-Aquitaine. Sie gehört zum Kanton Marmande-1. Im Jahr 1919 wurde aus „Meilhan“ „Meilhan-sur-Garonne“.

## Gewässer
Der Dorfkern wird vom Canal latéral à la Garonne im Nordosten flankiert. Auf der Höhe von Meilhan-sur-Garonne bildet die Garonne, an deren linkem Ufer diese Ortschaft liegt, ein Mäander, das die rechtsufrige Gemeinde Jusix umgibt. An der Gemeindegrenze zu Hure mündet der Fluss Lisos in die Garonne.

## Bevölkerungsentwicklung
| 1962 | 1968 | 1975 | 1982 | 1990 | 1999 | 2006 | 2018 |
| ---- | ---- | ---- | ---- | ---- | ---- | ---- | ---- |
| 1370 | 1404 | 1322 | 1382 | 1255 | 1253 | 1303 | 1319 |

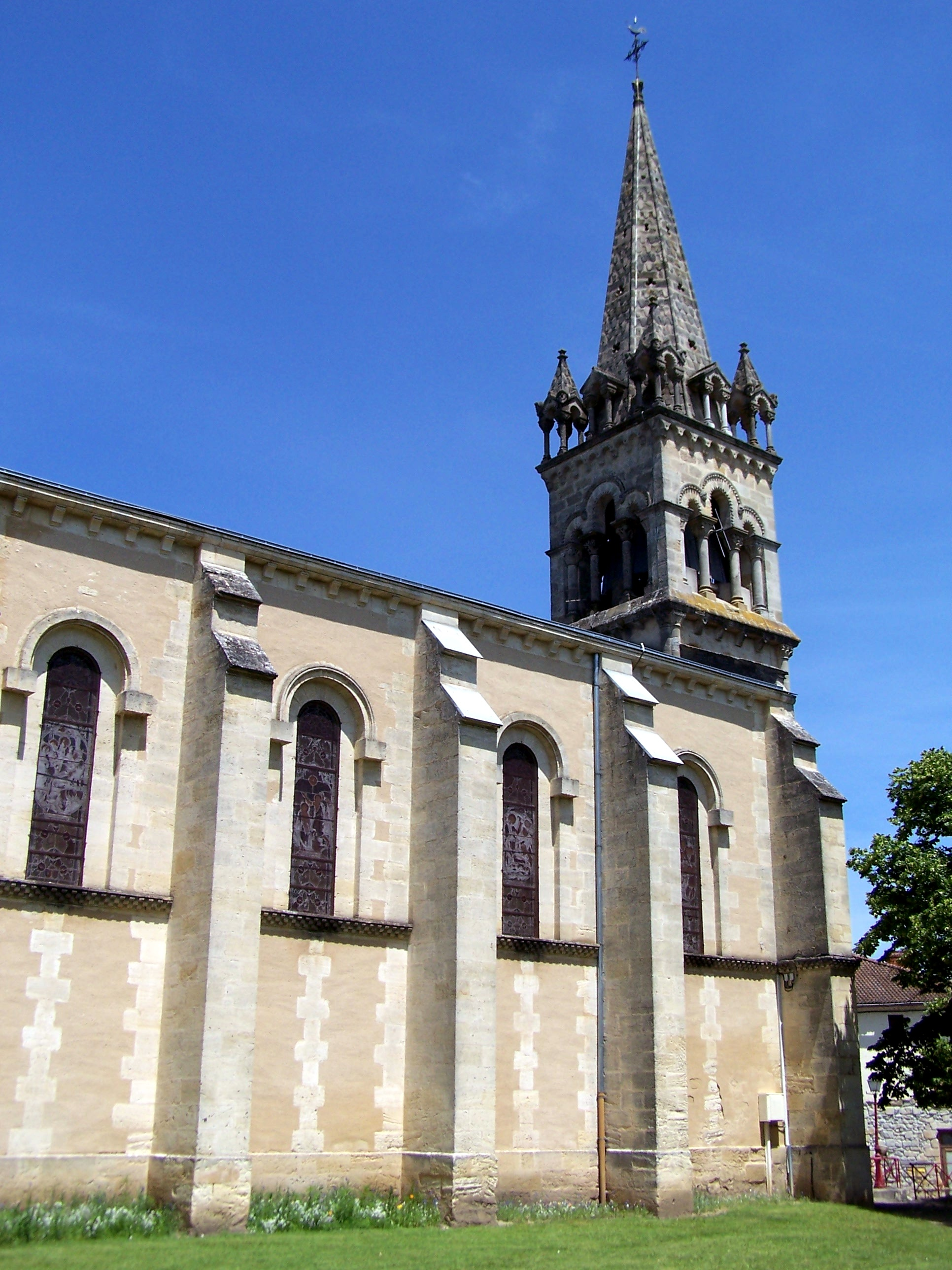
Kirche Saint-Cibard
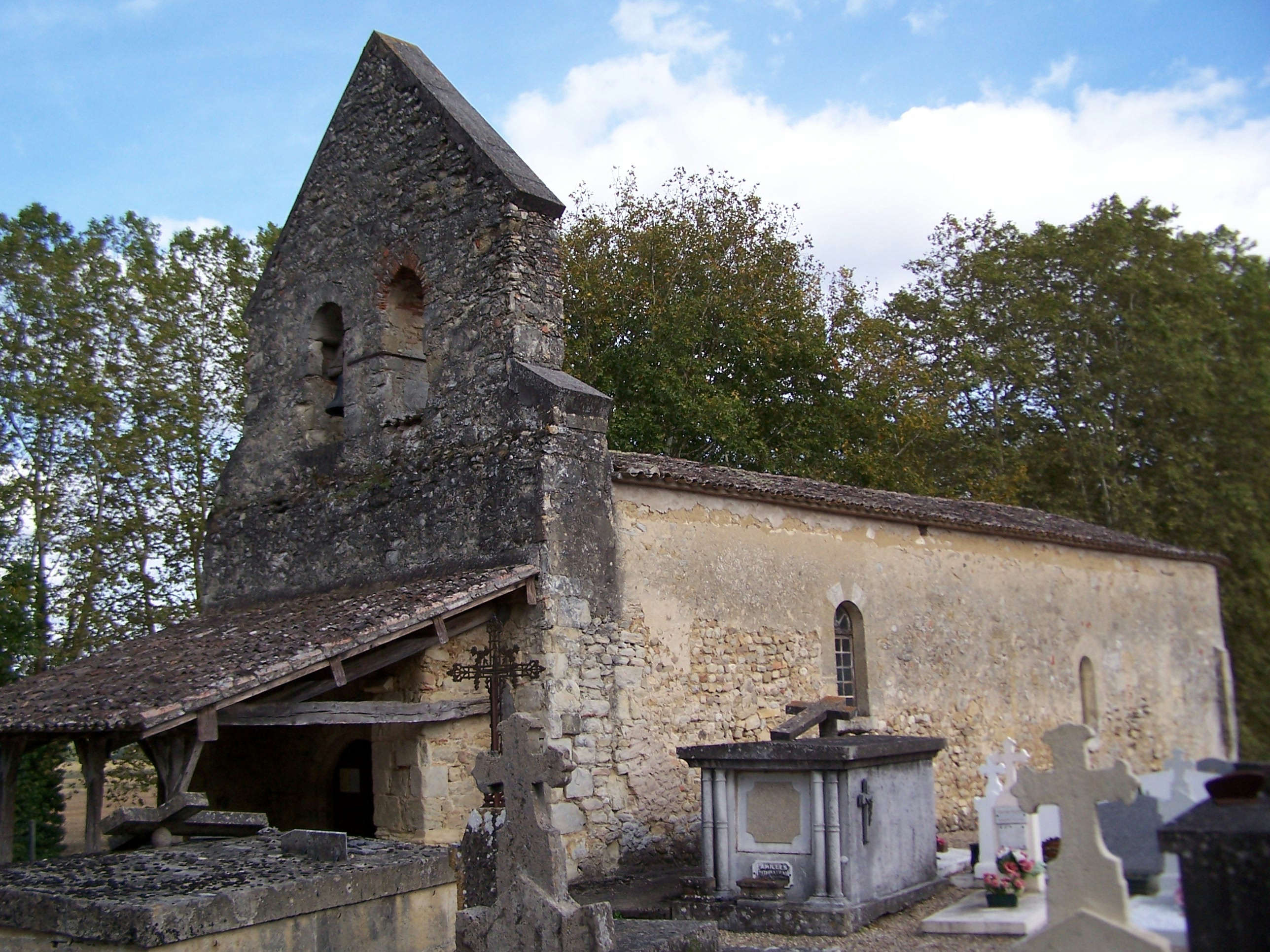
Kirche Saint-Barthélemy im Ortsteil Tersac